# Helina mollis
Helina mollis este o specie de muște din genul Helina, familia Muscidae. A fost descrisă pentru prima dată de Stein în anul 1906. Conform Catalogue of Life specia Helina mollis nu are subspecii cunoscute.